# Championnat d'Europe de badminton par équipes mixtes 2021
Navigation
Copenhague 2019 2023
La 26e édition du championnat d'Europe de badminton par équipes mixtes se tient à Vantaa en Finlande du 16 au 20 février 2021.

## Équipes participantes
Huit équipes participent à cette compétition et sont réparties en deux groupes.
La Finlande et le Danemark sont qualifiés d'office, respectivement en tant que pays organisateur et tenant du titre.
Les autres nations sont passées par des qualifications qui se sont déroulées du 9 au 12 décembre 2020 dans plusieurs villes d'Europe et qui ont été perturbées par la pandémie de Covid-19.
| Groupe | Lieu                   | Équipe qualifiée | Équipes non qualifiées                        |
| ------ | ---------------------- | ---------------- | --------------------------------------------- |
| 1      | Milton Keynes          | Angleterre       | Estonie Hongrie Suède                         |
| 2      | Anvers                 | Russie           | Belgique Pologne Suisse                       |
| 3      | Linz                   | Pays-Bas         | Autriche Tchéquie Slovaquie                   |
| 4      | Dessau Annulé          | Allemagne        | Bulgarie Île de Man Slovénie                  |
| 5      | Aire-sur-la-Lys Annulé | France           | Irlande Islande Italie Norvège Pays de Galles |
| 6      | Caldas da Rainha       | Écosse           | Espagne Lettonie Lituanie Portugal Ukraine    |

## Phase de groupe
- Les deux premiers de chaque groupe sont qualifiés pour les demi-finales.

| Équipe    | J | V | D | MP | MC | +/- | Points |
| --------- | - | - | - | -- | -- | --- | ------ |
| Danemark  | 3 | 3 | 0 | 11 | 4  | +7  | 3      |
| Allemagne | 3 | 2 | 1 | 11 | 4  | +7  | 2      |
| Écosse    | 3 | 1 | 2 | 6  | 9  | -3  | 1      |
| Finlande  | 3 | 0 | 3 | 2  | 13 | -11 | 0      |

| 16 février | Danemark  | 5 | 0 | Finlande  |
| 16 février | Écosse    | 1 | 4 | Allemagne |
| 17 février | Danemark  | 3 | 2 | Allemagne |
| 17 février | Écosse    | 3 | 2 | Finlande  |
| 18 février | Danemark  | 3 | 2 | Écosse    |
| 18 février | Allemagne | 5 | 0 | Finlande  |

| Équipe     | J | V | D | MP | MC | +/- | Points |
| ---------- | - | - | - | -- | -- | --- | ------ |
| Russie     | 3 | 3 | 0 | 13 | 2  | +11 | 3      |
| France     | 3 | 2 | 1 | 8  | 7  | +1  | 2      |
| Pays-Bas   | 3 | 1 | 2 | 7  | 8  | -1  | 1      |
| Angleterre | 3 | 0 | 3 | 2  | 13 | -11 | 0      |

| 16 février | Angleterre | 0 | 5 | Russie   |
| 16 février | France     | 3 | 2 | Pays-Bas |
| 17 février | Angleterre | 1 | 4 | Pays-Bas |
| 17 février | France     | 1 | 4 | Russie   |
| 18 février | Angleterre | 1 | 4 | France   |
| 18 février | Pays-Bas   | 1 | 4 | Russie   |

## Phase à élimination directe

### Tableau
|  | Demi-finales | Demi-finales |          |   | Finale     | Finale     |
|  | Demi-finales | Demi-finales |          |   | Finale     | Finale     |
|  |              |              |          |   |            |            |
|  | 19 février   | 19 février   |          |   | 20 février | 20 février |
|  | 19 février   | 19 février   |          |   | 20 février | 20 février |
|  | Danemark     | 3            |          |   | 20 février | 20 février |
|  | Danemark     | 3            |          |   | 20 février | 20 février |
|  | Allemagne    | 2            |          |   | 20 février | 20 février |
|  | Allemagne    | 2            | Danemark | 3 |            |            |
|  | 19 février   |              | Danemark | 3 |            |            |
|  |              | France       | 0        |   |            |            |
|  | France       | France       | 0        | 3 |            |            |
|  | France       |              |          | 3 |            |            |
|  | Russie       | 2            |          |   |            |            |
|  | Russie       | 2            |          |   |            |            |

### Demi-finales
| 19 février | France                         | 3 - 2 | Russie                                | Score               |
| ---------- | ------------------------------ | ----- | ------------------------------------- | ------------------- |
| SD         | Qi Xuefei                      | 0-1   | Evgeniya Kosetskaya                   | 19-21, 14-21        |
| SH         | Toma Junior Popov              | 1-0   | Vladimir Malkov                       | 14-21, 21-17, 21-15 |
| DD         | Léa Palermo / Anne Tran        | 1-0   | Alina Davletova / Evgeniya Kosetskaya | 21-18, 23-25, 21-11 |
| DH         | Ronan Labar / Julien Maïo      | 0-1   | Vladimir Ivanov / Ivan Sozonov        | 13-21, 10-21        |
| MX         | Thom Gicquel / Delphine Delrue | 1-0   | Rodion Alimov / Alina Davletova       | 18-21, 21-15, 21-9  |

| 19 février | Danemark                              | 3 - 2 | Allemagne                            | Score               |
| ---------- | ------------------------------------- | ----- | ------------------------------------ | ------------------- |
| MX         | Mathias Christiansen / Alexandra Bøje | 0-1   | Mark Lamsfuß / Isabel Herttrich      | 18-21, 17-21        |
| SH         | Viktor Axelsen                        | 1-0   | Max Weißkirchen                      | 21-13, 21-8         |
| SD         | Mia Blichfeldt                        | 1-0   | Yvonne Li                            | 21-17, 12-21, 21-16 |
| DH         | Kim Astrup / Anders Skaarup Rasmussen | 0-1   | Mark Lamsfuß / Marvin Emil Seidel    | 19-21, 5-21         |
| DD         | Maiken Fruergaard / Amalie Magelund   | 1-0   | Isabel Herttrich / Kilasu Ostermeyer | 21-11, 18-21, 21-19 |

### Finale
| 17 février | Danemark                              | 3 - 0 | France                         | Score        |
| ---------- | ------------------------------------- | ----- | ------------------------------ | ------------ |
| SH         | Viktor Axelsen                        | 1-0   | Christo Popov                  | 21-16, 21-12 |
| SD         | Mia Blichfeldt                        | 1-0   | Qi Xuefei                      | 21-18, 21-19 |
| DH         | Kim Astrup / Anders Skaarup Rasmussen | 1-0   | Ronan Labar / Julien Maïo      | 21-12, 21-14 |
| DD         | Maiken Fruergaard / Amalie Magelund   | -     | Léa Palermo / Anne Tran        | non disputé  |
| MX         | Mathias Christiansen / Alexandra Bøje | -     | Thom Gicquel / Delphine Delrue | non disputé  |